# 牧場物語 來吧！風之繁華市集
《牧場物語 來吧！風之繁華市集》是Marvelous於2025年8月28日於任天堂Switch、任天堂Switch 2及Steam平台上全球同步發售的遊戲。本作是2008年於NDS平台上的《牧場物語 歡迎來到風之市集》的完全重製版，同時也是Marvelous首次在任天堂Switch 2上推出的第一款《牧场物语》系列作品。

## 概述
在2023年的MARVELOUS GAME SHOWCASE 2023 上，牧場物語系列的總監中野魅首次公佈系列新作正處於開發階段，並在翌年MARVELOUS GAME SHOWCASE 2024 上首次公佈了新作將加入滑翔翼的全新道具，唯兩次發佈會均只發佈一段與本作有關的影片，並未有透露新作任何具體內容。直到2025年3月27日任天堂直面會上首次發佈含本作的詳細資訊的影片，並於隔週的Switch 2直面會上公佈本作將同步推出Switch 2 Edition版本。

## 故事內容
本作以曾經為世界第一市集的「微風鎮」作為舞台。主角被徵人廣告吸引，隻身來到了微風鎮，卻發現由於前任牧場主的離世，導致市集市集門可羅雀，場面冷清，主角成為牧場主後，決心復興市集，以世界第一市集為目標而努力。

## 重製内容
- 遊戲畫面品質的提升，以3D化呈現場景。
- 新增了兩位可戀愛的全新NPC以及部分未曾於原作登場的居民NPC。同時，部分原版角色的立繪和人設也進行了一定程度的更改。
- 系列中首次出現全新道具「滑翔翼」，玩家可透過鎮上的風移動到平時難以到達的地方。
- 相較於原作角色只有寥寥可數的聲音台詞，重製版則以完整語音演繹主要劇情內容。

## 角色介紹
男主角
聲優：近藤唯・寺島惇太・逢坂良太・高橋英則
女主角
聲優：桑原由氣・八卷安奈・上田麗奈・長繩麻理亞

### 伴侶候補
優里斯（聲優：內田雄馬）
往返於都市與小鎮間的家庭教師。
迪路卡（聲優：千葉翔也）
在咖啡廳工作的活力青年，優里斯的弟弟。
洛伊德（聲優：內山昂輝）
微風鎮上的商人。
亞齊（聲優：浦田涉）
舉止溫和優雅的藝術家。
舒密特（聲優：大塚剛央）
神秘的留學生，聽說了市集的傳聞，特地遠道而來。
新太（聲優：濱野大輝）
重製版新增的伴侶候補，四處遊歷的武術家。
榭露芙（聲優：石見舞菜香）
鎮長菲利克斯的女兒。
安琪（聲優：內田真禮）
剛從都市搬來的女孩，興趣是製作精緻的服飾配件。
芙蕾雅（聲優：加隈亞衣）
在都市工作的上班族。
梅芙爾（聲優：東山奈央）
住在旅館的員工，取代原作中的秋牡丹一角。
香月（聲優：潘惠美）
居住在森林中的神祕女性。
黛安娜（聲優：花守由美里）
重製版新增的伴侶候補，市集委員會的特派人員。

### 居民
菲利克斯（聲優：安元洋貴）
微風鎮的鎮長。
埃里西（聲優：速水獎）
安琪的爸爸。
斯圖爾特（聲優：森田順平）
經營旅館的風趣老爺爺。
薩妮雅（聲優：鈴木黎子）
經營旅館的和藹老奶奶。
梅莉妮（聲優：八百屋杏）
經營咖啡廳的開朗老奶奶。
蜜娜（聲優：今井麻美）
溫和恬靜的咖啡廳店員，梅莉妮的孫女。
威爾柏（聲優：ふくまつ進紗）
木工。
克蕾兒（聲優：植田佳奈）
個性爽朗大方，和鄰居奈莉妮感情融洽。
凱文（聲優：松田颯水）
威爾柏和克蕾兒的兒子，愛惡作劇的頑皮少年。
艾薩克（聲優：上別府仁資）
絲格恩和萊樂蜜的父親，是微風鎮的風車管理員。
奈莉妮（聲優：立花理香）
絲格恩和萊樂蜜的母親，個性溫和沉穩。
絲格恩（聲優：井上穗乃花）
雙胞胎中的姊姊，活潑又外向。
萊樂蜜（聲優：天野心愛）
雙胞胎中的妹妹，個性害羞內向。
米凱爾（聲優：高木涉）
商人三兄弟中的老二，個性開朗，在鎮上經營著雜貨店。
哈洛德（聲優：鶴岡聰）
重製版新增的居民。
雪琳（聲優：平田宏美）
重製版新增的居民。
カカポロ（聲優：山下大輝）
重製版新增的精靈，喜歡自然，是精靈中的領袖。
キキポロ（聲優：山下大輝）
重製版新增的精靈，喜愛魚，如早晨的湖般沉著冷靜。
ククポロ（聲優：山下大輝）
重製版新增的精靈，喜愛蜂蜜。
ケケポロ（聲優：山下大輝）
重製版新增的精靈，喜歡菇。
ココポロ（聲優：山下大輝）
重製版新增的精靈，喜歡蟲。

## 外部連結
- 官方网站（日語）
- 官方网站（繁體中文）